# Tambukareli (Dodoma)
Tambukareli è una circoscrizione urbana (urban ward) della Tanzania situata nel distretto urbano di Dodoma, regione di Dodoma. Conta una popolazione di 6 584 abitanti (censimento 2012).